# Tahina

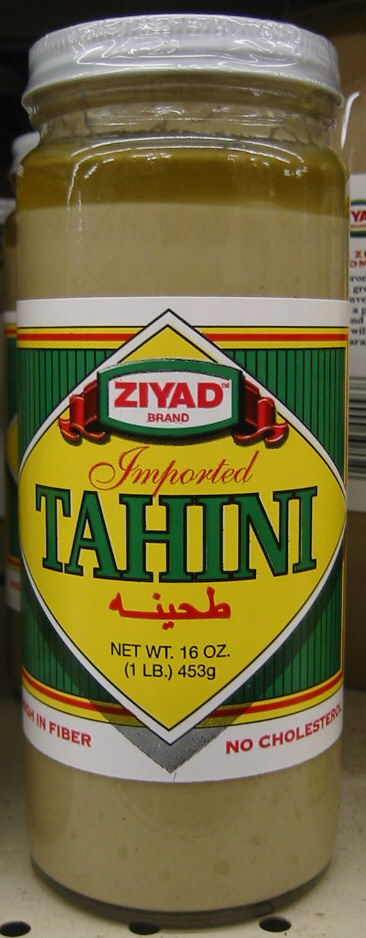
Tahina im Glas

Tahina [tˤɒˈħiːna] (arabisch طحينة, DMG ṭaḥīna, hebräisch טחינה t'china, techina), auch Tahini oder Tahin, ist eine Paste aus feingemahlenen, meist gerösteten Sesamkörnern. Sie stammt aus der arabischen Küche.

## Zubereitung

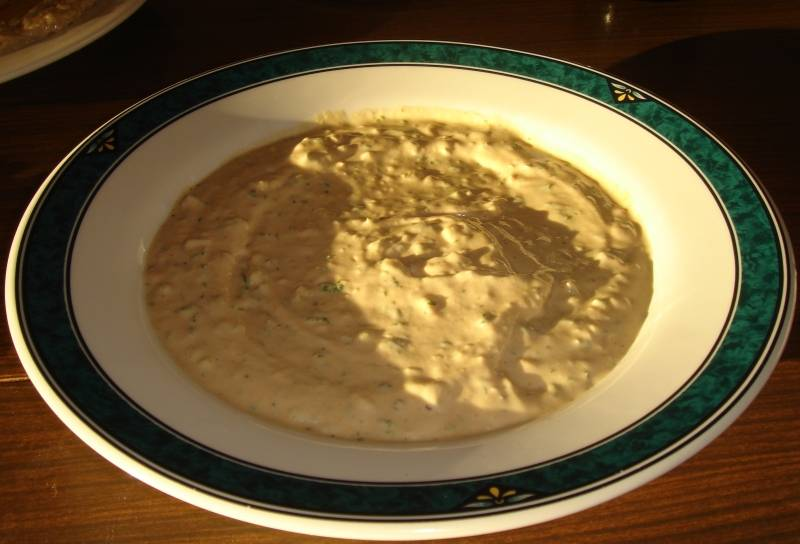
Gewürzte Tahinapaste

Man unterscheidet Tahina aus geschältem und aus ungeschältem Sesam. Tahina aus ungeschältem Sesam ist dunkler und enthält mehr Vitamine, Nährstoffe und mit rund 10 Gramm pro 100 Gramm auch mehr Ballaststoffe. Häufig wird Tahina aus einer Mischung beider Sesamsaaten hergestellt. Tahina aus ausschließlich geschältem Sesam nennt man weißes Tahina.
Tahini wird aus Sesamkörnern hergestellt, die in Wasser eingeweicht und dann zerkleinert werden, um die Kleie von den Körnern zu trennen. Die zerkleinerten Körner werden in Salzwasser eingeweicht, wodurch die Kleie absinkt. Die schwimmenden Kerne werden von der Oberfläche abgeschöpft, geröstet und gemahlen, um eine ölige Paste zu erhalten. Es kann auch mit ungerösteten Samen zubereitet und als rohes Tahini bezeichnet werden, das manchmal als Bio-Lebensmittel verkauft wird.

## Nährstoffe
Tahina ist sehr vitaminreich (vor allem B1, B2 und B6), enthält viel Magnesium, Kalium, Eisen, Kupfer, Zink und Phosphor und etwas Calcium. Es ist außerdem reich an Proteinen (um die 20 %) und ungesättigten Fettsäuren (sowohl Omega-3 als auch Omega-6). Es ist daher bei Vegetariern und Veganern beliebt und wird als Alternative zu Brotaufstrichen wie Erdnussbutter oft in Bioläden, aber auch in türkischen oder arabischen Lebensmittelgeschäften angeboten.

## Verwendung
Tahina ist eine Grundzutat von Hummus, einem Mus aus Kichererbsen, dem bis zu 40 % Tahina zugesetzt werden kann. Es wird auch als Beilage oder als Dip gereicht, dazu wird es mit Zitronensaft und Knoblauch vermischt und oft mit Sumach abgeschmeckt. In Vorderasien ist Baba Ghanoush verbreitet, ein Dip aus gegrillten, pürierten Auberginen und Tahina. Tahina kann auch für die Zubereitung von Halva verwendet werden.